# Вачі Леонід Дюлович
Леонід Дюлович Вачі (нар. 12 вересня 1930, Москва) — український радянський звукорежисер.
Народився 12 вересня 1930 року у Москві в родині робітника. У 1954 році закінчив Київський інститут кіноінженерів.
З 1957 року — звукорежисер Київської кіностудії ім. О. П. Довженка.
Працював звукорежисером дубляжу. Член Національної спілки кінематографістів України.
Син: Сергій Леонідович Вачі (нар. 8 березня 1961, Київ) — український звукорежисер.

## Фільмографія
Оформив фільми:
- «Дорогою ціною» (1957)
- «Штепсель женить Тарапуньку» (1957)
- «Це було навесні» (1959)
- «Летючий корабель» (1960)
- «З днем народження» (1961)
- «Стежки-доріжки» (1963)
- «Загибель ескадри» (1965)
- «Берег надії» (1967)
- «Поштовий роман» (1969)
- «Білий птах з чорною ознакою» (1970)
- «Наперекір усьому» (1972)
- «Білий башлик» (1974)
- «Поцілунок Чаніти» (1974)
- «Земні та небесні пригоди» (1974)
- «Я більше не буду» (1975)
- «Серед літа» (1975)
- «Не плач, дівчино!» (1976)
- «Запрошення до танцю» (1977)
- «Напередодні прем’єри» (1978)
- «Дивна відпустка» (1980)
- «Інспектор Лосєв» (1982) та інш.